# Русєв Сергій В'ячеславович
Сергі́й В'ячесла́вович Ру́сєв (4 жовтня 1993 — 5 серпня 2014) — молодший сержант Збройних сил України, учасник російсько-української війни.

## Життєпис
Народився 1993 року в місті Болград (Одеська область).
Командир гармати, 25-а окрема повітрянодесантна бригада.
5 серпня 2014 року близько 4-ї години ранку при виконанні бойового завдання поблизу Орлово-Іванівки підрозділ бригади потрапив у засідку терористів, внаслідок обстрілів з танків Сергій Русєв загинув. Тоді ж загинули від прямого влучення снаряду у бойову машину 2С9 «Нона» (бортовий номер «915») старший лейтенант Руднєв Андрій Володимирович, старший солдат Лащенко Артем Сергійович, старший солдат Мельников Віктор Валерійович, старший солдат Міщенко Максим Юрійович, солдат Морозюк В'ячеслав Юрійович та солдат Лащенко Максим Сергійович.
Вдома лишилися мама і брат.
Похований у селі Вільне (Новомосковський район, Дніпропетровська область).

## Нагороди та вшанування
- Указом Президента України № 873/2014 від 14 листопада 2014 року, «за особисту мужність і героїзм, виявлені у захисті державного суверенітету та територіальної цілісності України, вірність військовій присязі», нагороджений орденом «За мужність» III ступеня (посмертно)[1].
- 26 травня 2019 року на будівлі Болградського районного військового комісаріату відбулось урочисте відкриття меморіальних дощок загиблим учасникам АТО — Русєву Сергію, Кожуріну Віктору, Манулову Сергію та Хіньову Ігору[2][3].
- Вшановується в меморіальному комплексі «Зала пам'яті», в щоденному ранковому церемоніалі 5 серпня[4][5].